# 22-es busz (Szombathely)
A szombathelyi 22-es jelzésű autóbusz a Vasútállomás és a Kilátó út megállóhelyek között közlekedik. A vonalat a Blaguss Agora üzemelteti. A buszokra csak az első ajtón lehet felszállni.

## Története
2009-ig az Autóbusz-állomás és az Erdei iskola megállóhelyek között közlekedett, majd más járatokkal együtt megszüntették.
2013-ban a közgyűlésen új tervet készítettek az újraindításra, majd el is fogadták. A járat 2013. szeptember 2. óta szállítja az utasokat a Vasútállomás és a Kilátó út között. 
2014. március 1-jétől a Rohonci út helyett a Paragvári utca – Szűrcsapó utca útvonalon közlekedik.
2016. február 1-től megáll a Dr. István Lajos körút megállóhelyen, és az újonnan létesült Múzeumfalu megállóban is, valamint délelőtt is közlekedik.
2018. február 1-től a Szűrcsapó utca helyett a Váci Mihály utcán keresztül közlekedik, és megáll a Váci Mihály Általános Iskola, Bem József utca és Órásház megállóhelyeknél, viszont a Derkovits Bevásárlóközpontnál nem.
2022. január 1-től a vonal üzemeltetését a Blaguss Agora vette át. Ettől a naptól kezdve a járatok minden, az útvonalon lévő megállóban, megállnak.

## Közlekedése
Munkanapokon közlekedik, 60 percenként a reggeli és a délutáni csúcsidőben, a kettő között 120 percenként.

## Útvonala
| Kilátó út felé | Vasútállomás felé |
| --- | --- |
| Vasútállomás - Szelestey László utca - Petőfi Sándor utca - Paragvári utca - Váci Mihály utca - Bem József utca - Rohonci út - Bartók Béla körút - Kárpáti Kelemen utca - Lajta utca - Múzeumfalu - Lajta utca - Kárpáti Kelemen utca - Kilátó út - Kilátó út | Kilátó út - Kilátó út - Kárpáti Kelemen utca - Lajta utca - Múzeumfalu - Lajta utca - Kárpáti Kelemen utca - Bartók Béla körút - Rohonci út - Bem József utca - Váci Mihály utca - Paragvári utca - Petőfi Sándor utca - Király utca - Széll Kálmán utca - Vasútállomás |

## Megállói
| 0  | Vasútállomás                                                 | 22 | 1U, 2A, 2C, 3H, 5, 6, 6H, 7, 9, 10H, 12, 20A, 20C, 21, 21A, 23, 25, 27, 27A, 29A, 29C, 30Y | Szombathely Helyi autóbusz-állomás, Éhen Gyula tér |
| 2  | Szelestey László utca 27.                                    | ∫  | 1U, 5, 12, 21, 23, 25                                                                      | |
| ∫  | 56-osok tere (Széll Kálmán utca)                             | 21 | 1U, 2A, 3H, 5, 6, 7, 9, 10H, 12, 20A, 21, 21A, 23, 25, 27, 27A, 29A, 30Y                   | 56-osok tere, Vámhivatal, Földhivatal, Államkincstár, Gyermekotthon |
| 3  | Szelestey László utca 15. (Korábban: Március 15. tér)        | ∫  | 1U, 5, 12, 21, 23, 25                                                                      | SZTK, Március 15. tér, Agora Művelődési és Sportház |
| ∫  | Savaria Nagyszálló (Korábban: MÁV Zrt. Területi Igazgatóság) | 20 | 1U, 5, 12, 21, 23, 25                                                                      | MÁV Zrt. Területi Igazgatóság, Savaria Nagyszálló, Mártírok tere, Savaria Mozi, Savaria Múzeum                                                                          |
| 4  | Berzsenyi Könyvtár                                           | 18 | 1U, 5, 12, 21, 23, 25                                                                      | Berzsenyi Dániel Könyvtár, Petőfi Üzletház, A 14 emeletes épület, Domonkos rendház, Nemzeti Adó- és Vámhivatal, Paragvári utcai Általános Iskola, Dr. Antall József tér |
| 5  | Paragvári utcai Általános Iskola                             | 17 | 12, 21, 25                                                                                 | Paragvári utcai Általános Iskola, Deák Ferenc utcai rendelő |
| 6  | Dr. István Lajos körút (Korábban: Horváth Boldizsár körút)   | 16 | 12, 21, 25                                                                                 | Markusovszky Kórház, Nővér szálló, Vérellátó, Tüdőszűrő |
| 8  | Művészeti Gimnázium (Paragvári utca)                         | 14 | 2A, 2C, 4H, 5, 5H, 9, 10H, 12, 20A, 20C, 21, 24, 25, 29A, 29C                              | Művészeti Gimnázium |
| 9  | Váci Mihály Általános Iskola                                 | 13 | 2A, 2C, 4H, 5, 5H, 9, 10H, 25                                                              | Váci Mihály Általános Iskola, Fiatal Házasok Otthona, Mocorgó Óvoda |
| 10 | Szolgáltatóház (Váci Mihály utca)                            | 12 | 2A, 2C, 4H, 5, 5H, 9, 10H, 25                                                              | |
| 11 | Bem József utca                                              | 11 | 2A, 2C, 24, 30Y                                                                            | |
| 12 | Perint híd                                                   | 10 | 2A, 2C, 5, 9, 24, 30Y                                                                      | Sportliget |
| 13 | Órásház                                                      | 9  | 2A, 2C, 4H, 5, 5H, 9, 10H, 20A, 20C, 29A, 29C, 30Y                                         | Órásház, Derkovits Bevásárlóközpont, Bolyai János Gyakorló Általános Iskola és Gimnázium                                                                                |
| 14 | Tófürdő                                                      | 8  | 2A, 2C, 20A, 20C, 29A, 29C                                                                 | Tófürdő, Csónakázótó, Haladás Sportkomplexum, Kenderesi utcai sporttelep                                                                                                |
| 15 | Uszoda                                                       | 7  | 2A, 2C, 20A, 20C, 29A, 29C                                                                 | Fedett Uszoda és Termálfürdő, Claudius Hotel, Csónakázótó, Ezredévi park                                                                                                |
| 16 | Árpád utca                                                   | 6  | 27, 27A                                                                                    | |
| 17 | Mátra utca                                                   | 5  |                                                                                            | |
| 18 | Múzeumfalu                                                   | 4  |                                                                                            | Csónakázótó, Múzeumfalu, Tóvendéglő |
| 19 | Lajta utca                                                   | 3  |                                                                                            | |
| 20 | Márton Áron utca                                             | 2  |                                                                                            | |
| 22 | Kilátó út                                                    | 0  |                                                                                            | Oladi kilátó |